# 統一新報
《統一新報》是朝鮮勞動黨統一戰線部的機關報，也是朝鮮民主主義人民共和國對韓宣傳的主要報刊之一，由平壤的統一新報社發行。主要負責宣傳朝鮮政府的民族統一政策，以及朝韓關係的觀點。
《統一新報》現由對韓宣傳網站《我們民族之間》同步運營電子版，但後者在朝鮮放棄統一後已經停運，故此報業務因此也會被逐漸改編或停刊。

## 外部連結
- 《統一新報》 （页面存档备份，存于）